# 赫沃伊纳亚
赫沃伊纳亚（羅馬化：Khvoynaya）是俄罗斯诺夫哥罗德州的工人村（市级镇）、赫沃伊纳亚区行政中心，地处诺夫哥罗德州东北部，位于伏尔加河流域恰戈多夏河一支流佩西河畔，在州府大诺夫哥罗德东北方。镇内设有同名铁路车站。
该地2021年人口有5,559人；2010年人口6,394；2002年人口6,791；1989年人口7,583。